# Chthamalus dentatus
Chthamalus dentatus is een zeepokkensoort uit de familie van de Chthamalidae.